# Přestavlky u Čerčan
Přestavlky u Čerčan (en allemand : Pschestawlk) est une commune du district de Benešov, dans la région de Bohême-Centrale, en République tchèque. Sa population s'élevait à 390 habitants en 2020.

## Géographie
Přestavlky u Čerčan se trouve à 9 km au nord-est de Benešov et à 34 km au sud-est de Prague.
La commune est limitée par Lštění au nord-ouest, par Kaliště au nord, par Hvězdonice et Vranov à l'est, par Petroupim au sud, par Soběhrdy au sud-est, par Čerčany à l'ouest.

## Histoire
La première mention écrite de la localité date de 1228.